# Алмаз-Антей
АО «Концерн ВКО „Алма́з-Анте́й“» — российский государственный концерн, объединяющий предприятия, разрабатывающие и выпускающие вооружения для противовоздушной обороны (сокр. ПВО) и противоракетной обороны (сокр. ПРО). Полное наименование — акционерное общество "Концерн воздушно-космической обороны «Алмаз-Антей», сокращенное — АО «Концерн ВКО „Алмаз-Антей“». Штаб-квартира — в Москве.
Предприятия, собранные в концерн, разрабатывают, производят и модернизируют зенитное ракетное и радиолокационное оборудование и его компоненты (основная сфера деятельности концерна — противовоздушная оборона). Кроме того, задачи концерна включают реализацию, сопровождение эксплуатации, ремонт и утилизацию для федеральных государственных нужд и иностранных заказчиков систем, комплексов и средств противовоздушной обороны и средств нестратегической противоракетной обороны.
По данным Стокгольмского международного института исследований проблем мира SIPRI объём продажи оружия концерном «Алмаз-Антей» в 2019 году составил 9420 млн долларов, что выводит его на 15-е место в списке крупнейших военно-промышленных компаний мира.

## История
В 1994 году вышло постановление Правительства РФ о создании концерна предприятий ПВО, но тогда он так и не был создан. Государственный концерн «Алмаз-Антей» был создан Указом Президента Российской Федерации от 23 апреля 2002 года № 412 на базе АООТ ПК «Концерн „Антей“», НПО «Алмаз» и некоторых других предприятий.
В 2004 году стал называться ОАО «Концерн ПВО „Алмаз-Антей“». По Указу Президента РФ № 1009 от 4 августа 2004 года вошел в число стратегических оборонных предприятий.
В сентябре 2007 года был подписан меморандум с компанией «Атомстройэкспорт» для участия в строительстве ряда АЭС за рубежом.
В феврале 2015 года Президент Российской Федерации подписал указ о переименовании ОАО «Концерн ПВО „Алмаз-Антей“» в «Концерн воздушно-космической обороны „Алмаз-Антей“» и увеличении его уставного капитала.
Указ, опубликованный на сайте правовой информации, предусматривает внесение в уставной капитал концерна 100 % минус одна акция ОАО «Корпорация космических систем специального назначения „Комета“», 100 % акций минус одна акция «Центрального научно-исследовательского радиотехнического института имени академика Берга», который, согласно распоряжению, должен быть преобразован в ОАО.
В 2014 предприятие заняло 11-е место (по сумме продаж) в рейтинге 100 крупнейших компаний мирового ОПК, среди которых: Boeing, Lockheed Martin, Raytheon, General Dynamics, Northrop Grumman, BAE Systems, Thales, EADS, IAI и является по данному рейтингу крупнейшим оборонным концерном России. По итогам работы в 2018 году компания поднялась в этом же рейтинге на 9-е место.
Осенью 2022 года вышло расследование Reuters, согласно которому американская компания Extreme Networks в период с 2017 по 2021 годы в обход санкций поставляла сетевое оборудование дочернему предприятию концерна — Московскому машиностроительному заводу «Авангард», производящему ракеты для комплексов С-400.

## Собственники и руководство
1. Собственники
Учредители-акционеры
100 % акций компании принадлежит Российской Федерации в лице Росимущества.
2. Органы управления
Совет директоров
Председатель совета директоров компании
- М. Фрадков (с ноября 2016)

Генеральный директор и Правление
Генеральный конструктор
- П. Созинов (с 2013 г.),

Научный руководитель
- А. И. Савин (2002—2016)
- П. И. Камнев (2017—2023).
- И. Г. Акопян (c 2023)

Генеральный директор
- Ю. Свирин (04.2002—02.2003),
- И. Климов (февраль — июнь 2003 года, и. о. гендиректора),
- А. Зайцев (06—08.2003),
- В. Меньщиков (08.2003—03.2014),
- Я. Новиков (с 03.2014).

Члены правления :
Председатель правления
- Я. Новиков (с 2015 года)

## Продукция

### Военная продукция
Основная продукция военного назначения связана с системами ПВО.

#### ПВО наземного базирования
Комплексы ПВО большой дальности прикрытия населённых пунктов и стратегических объектов: С-300, С-300В4 (экспортная версия — «Антей-4000»), С-400, С-500.
Комплексы ПВО средней дальности: Печора-2А, зенитные ракетные комплексы Бук-М2, Бук-М3 (экспортная версия — «Викинг»), С-350 «Витязь».
Мобильные комплексы ПВО малой дальности непосредственного сопровождения подразделений сухопутных войск: ОСА-АКМ, Тор-М1, Тор-М2.

#### ПВО морского базирования
Комплекс ПВО большой дальности Риф-М («Полимент/Редут»).
Комплекс ПВО средней дальности Штиль-1.
Комплексы ПВО малой дальности «Клинок», Гибка.

#### Радиолокационные станции
РЛС обнаружения воздушных целей: Гамма-ДЕ, Небо-СВУ, Гамма-С1Е, Противник-ГЕ, Газетчик-Е, Небо-УЕ, Каста-2Е2, 1Л122Е, 96Л6Е.
Портативные РЛС обнаружения наземной техники: Фара-ПВ, Кредо-М1.
РЛС артиллерийской разведки Аистёнок, Зоопарк-1.

#### Автоматизированные системы управления ПВО
Автоматизированные системы управления Байкал-1МЭ, ППРУ-М1-2, Фундамент, Универсал-1Е, Крым-КЭ (КТЭ), РЛК-МЦ Валдай служат для управления системами ПВО и разведки целей через собственные радары или отдельные сопряженные РЛС.

### Гражданская продукция
Основная гражданская продукция связана с конверсией военных разработок из систем управления, топопривязки и радиолокации. Приоритетными отраслями в области развития гражданской продукции являются: медицинская техника, связь, транспорт, жилищно-коммунальное хозяйство, топливно-энергетический комплекс.
Телекоммуникационное оборудование: Судовые и автомобильные ГЛОНАСС-навигаторы.
РЛС управления воздушным движением: Лира-А10, Утес-Т, Аврора.
Автоматизированные системы управления воздушным движением: Вега, Топаз, Синтез.
По данным Defense News доходы от гражданской продукции концерна являются незначительными, но это может быть связано с двойным назначением технологий и учётом такого оборудования как военного.
В 2021 году концерн сообщил о разработке собственного электромобиля под рабочим названием E-NEVA. Кроссовер также будет представлен в виде гибрида, работающего на водороде или природном газе. Его максимальная скорость составит 197 км/ч, пробег на одном заряде — 463 км.

## Санкции
30 июля 2014 года, на фоне войны в Донбассе, концерн был включён в санкционный список Евросоюза:

Алмаз-Антей — российская госкомпания. Она производит зенитное вооружение, в том числе ракеты «земля-воздух», которые поставляются российской армии. Российские власти поставляют тяжёлое вооружение сепаратистам на востоке Украины, способствуя дестабилизации ситуации в Украине. Это оружие используется сепаратистами, в том числе для сбития самолетов. Таким образом, «Алмаз-Антей», является государственной компанией, которая вносит свой вклад в дестабилизацию ситуации в Украине— «Официальный журнал Европейского союза», Брюссель, 30 июля 2014 года
Позднее, по аналогичному основанию, концерн попал под санкции США, Украины
Санкции в отношении концерна предусматривают замораживание его активов в США, Украине, ЕС и других странах, запрет на какие-либо деловые связи с ним лицам, зарегистрированным в США, ЕС, Украине. «Алмаз-Антей» решил оспорить это решение в суде Европейского союза. 25 января 2017 года Европейский суд общей юрисдикции (суд первой инстанции) подтвердил законность решения о замораживании активов концерна в странах ЕС. Согласно решению суда, ЕС представил достаточные свидетельства поставок Россией оружия сепаратистам, а «Алмаз-Антей» как производитель вооружения опосредованно поддерживает нарушение территориальной целостности соседнего государства. Концерн отказался от апелляции, объясняя это издержками. 13 сентября 2018 года Общая палата Суда Европейского союза (высшая судебная инстанция ЕС) вынесла отказное решение по заявлению концерна (одновременно с отказными решениями по заявлениям ещё шести российских компаний и банков, попавших в санкционные списки ЕС), признав эти санкции законными.
После вторжения России на Украину, Евросоюз ввел дополнительные санкции и ужесточил существующие в отношении «Алмаз-Антей».
Также, в связи с российско-украинской войной, «Алмаз-Антей» внесён в санкционные списки Канады, Австралии, Великобритании, Швейцарии, Японии и Новой Зеландии.

## Структура

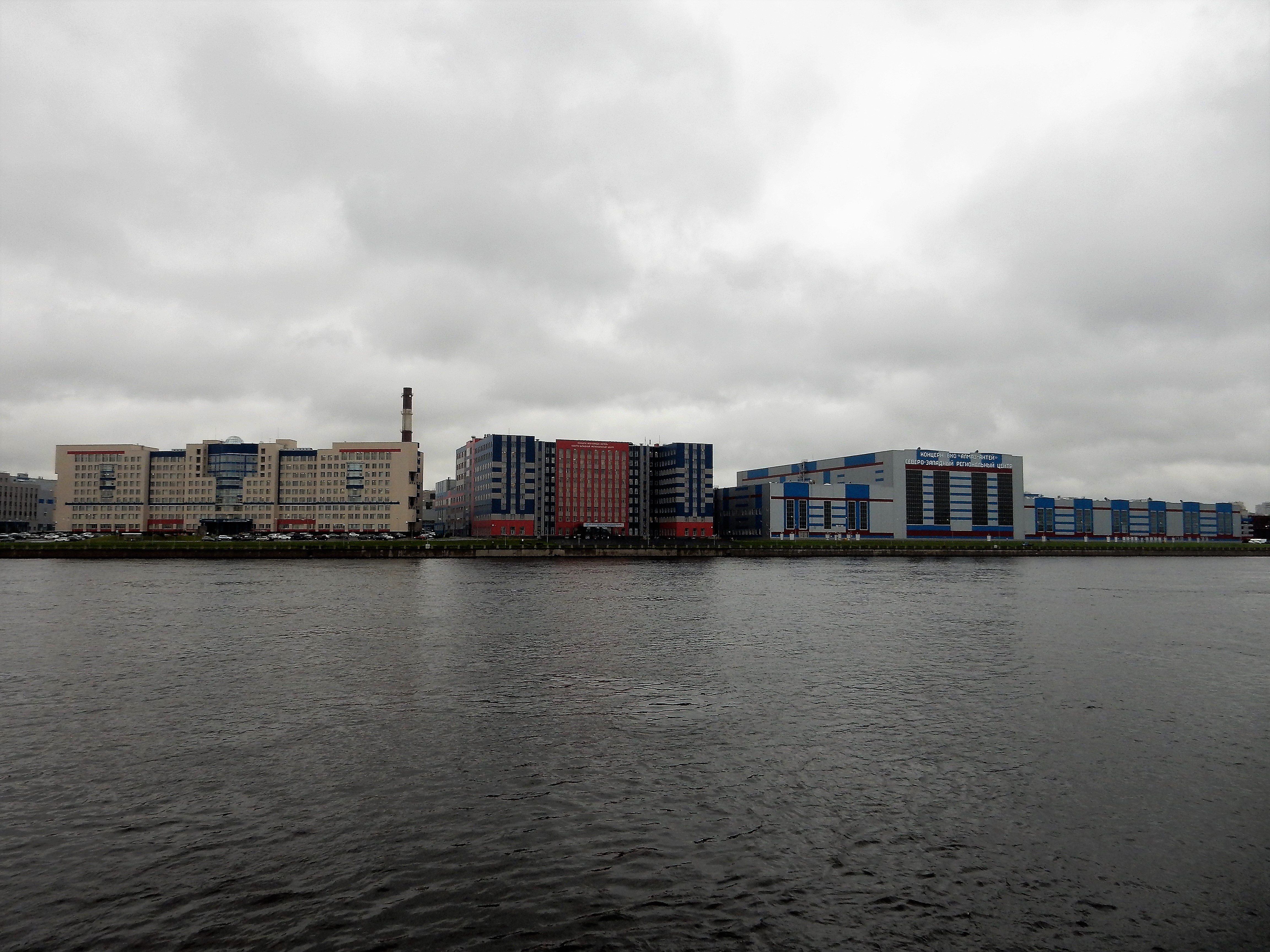
Концерт ВКО «Алмаз-Антей» Северо-западный региональный центр, Санкт-Петербург

Концерн объединяет более 60 предприятий и НИИ из семнадцати регионов страны, в том числе:
- ПАО «Научно-производственное объединение „Алмаз“ имени академика А. А. Расплетина», г. Москва
- ПАО "Межгосударственная акционерная корпорация «Вымпел», г. Москва
- ОАО «Научно-исследовательский электромеханический институт»
- ОАО «Морской научно-исследовательский институт радиоэлектроники „Альтаир“»
- АО «Центральный научно-исследовательский радиотехнический институт имени академика А. И. Берга»
- ОАО «НИИ радиоприборостроения»
- АО Головное производственно-техническое предприятие «Гранит»
- ОАО «МЗРИП Муромский завод радиоизмерительных приборов», г. Муром Владимирской обл.
- АО «Научно-исследовательский институт приборостроения имени В. В. Тихомирова»
- Опытное конструкторское бюро «Новатор», г. Екатеринбург
- АО Ижевский электромеханический завод «Купол»
- ОАО Долгопрудненское научно-производственное предприятие
- АО «НПО „Лианозовский электромеханический завод“»
  - ОКБ при АО «НПО „ЛЭМЗ“» (ранее известное как Конструкторское бюро «Лира»), г. Москва
  - ООО «ЛЭМЗ-Т» (резидент особой экономической зоны технико-внедренческого типа «Томск»), г. Томск
- АО «Марийский машиностроительный завод»
- ПАО «Машиностроительный завод им. М. И. Калинина», г. Екатеринбург
- ОАО Московский машиностроительный завод «Авангард»
- ОАО Научно-производственное объединение «Московский радиотехнический завод»
- ОАО «Нижегородский машиностроительный завод»
- ОАО Тульский завод «Арсенал» (производит системы охранной сигнализации военно-технического назначения и системы пожаротушения)
- АО «Всероссийский научно-исследовательский институт радиотехники»
- АО «Ордена Трудового Красного Знамени Всероссийский научно-исследовательский институт радиоаппаратуры» (АО «ВНИИРА»)
- АО Рязанское производственно-техническое предприятие «Гранит»
- АО Московский научно-исследовательский институт «Агат»
- ОАО «Ульяновский механический завод»
- ОАО «РАТЕП»
- АО Казанское опытное конструкторское бюро «Союз», г. Казань
- АО Конструкторское бюро специального машиностроения, г. Санкт-Петербург
- АО Научно-исследовательский институт измерительных приборов — Новосибирский завод имени Коминтерна (АО «НПО НИИИП-НЗиК»), г. Новосибирск
- Научно-исследовательский институт «Стрела», г. Тула
- Правдинский радиозавод, КБ, г. Балахна Нижегородской области
- Уральское производственное предприятие «Вектор», г. Екатеринбург
- ОАО «Машиностроительное конструкторское бюро „Факел“ имени академика П. Д. Грушина» (МКБ «Факел»)
- АО Нижегородский НИИ радиотехники (АО «ФНПЦ „ННИИРТ“»),
- ОАО «НПО „Московский радиотехнический завод“» (МРТЗ)(«Алмаз-Антей» принадлежит 10,49 % акций, ещё 63,94 % принадлежит ОАО «Оборонительные системы»)[28].
- ОАО «КБ «Кунцево»» («Алмаз-Антей» принадлежит 35,49 % акций, ещё 51,42 % принадлежит ОАО «Оборонительные системы»)[28].
- АО «ГОЗ Обуховский завод», г. Санкт-Петербург
- АО «Завод радиотехнического оборудования», г. Санкт-Петербург
- ОАО «502 завод по ремонту военного и технического имущества»
- ОАО «1015 завод по ремонту военного и технического имущества»
- ОАО «3821 завод по ремонту военного и технического имущества»
- ОАО «1253 центральная ремонтная база радиолокационного вооружения»
- ОАО «1019 военный ремонтный завод»
- ОАО «69 ремонтный завод РАВ»
- АО «Хабаровский радиотехнический завод»
- АО «РЗ РЭТ „Луч“»
- Московский НИИ приборной автоматики (МНИИПА)
- АО «Брянский автомобильный завод»[29]
- АО "НПП «Завод Искра» (г. Ульяновск)
- ПАО "Научно-производственное предприятие «Импульс» (г. Москва)
- ОАО "НПК «НИИДАР» Научно-исследовательский институт дальней радиосвязи (с 28 декабря 2020 г.)
- АО «КБ точного машиностроения им. А. Э. Нудельмана» (с 2020 г.)
- АО «ВМП „АВИТЕК“», г. Киров (с 2002 г.)

Продолжается процесс оптимизации структуры концерна за счёт включения в его состав следующих предприятий:
- ОАО «Арзамасский приборостроительный завод»
- ОАО «Лантан» (г. Москва)
- ПАО «Радиофизика» (г. Москва)
- ОАО «Российский институт радионавигации и времени» (г. Санкт-Петербург)
- ОАО «Сатурн» (г. Омск)
- ФГУП «Научно-технический центр промышленных технологий и аэронавигационных систем» (г. Москва)
- ФГУП «ОКБ Пеленг» (г. Екатеринбург)

После принятия Президентом РФ решения о включении в состав концерна этих предприятий общее число предприятий, входящих в концерн, достигло 57.
С февраля 2010 года МНИИРЭ, НИЭМИ, МНИИПА и НИИРП находятся в процессе присоединения к ОАО ГСКБ «Алмаз-Антей» («Головное системное конструкторское бюро Концерна ПВО „Алмаз-Антей“ имени академика А. А. Расплетина»).
20 февраля 2016 года в Кирове открыто новое предприятие Концерна — АО «Кировское машиностроительное предприятие» (АО «КМП»), которое впоследствии было объединено с АО «ВМП „АВИТЕК“» 30 декабря 2021 года.

### Показатели деятельности
Совокупная выручка предприятий холдинга за 2019 год составила 624,5 млрд руб. (за 2018 год — 619 млрд руб.).

### Инвестиционные проекты
По состоянию на 2021 год, по данным самого холдинга, основными завершенными инвестпроектами являлись строительство двух новых заводов в Кирове и Нижнем Новгороде (общий объём инвестиций превысил 73 млрд руб.) и формирование Северо-Западного центра в Санкт-Петербурге на базе Обуховского завода (54 млрд руб., в том числе 25 млрд руб. — на техническое перевооружение).

## Серия убийств руководителей концерна из-за недвижимости дочерних предприятий
Многие СМИ связывали с концерном «Алмаз-Антей» ряд громких заказных убийств, получивших широкую огласку в 2003—2009 годах.
Газета «Известия» назвала мотивом не основную деятельность концерна или связанные с ней оружейные тайны, а доходы от реализации недвижимости в центре Санкт-Петербурга от предприятий, передаваемых в состав концерна через процедуры банкротства, к которой имели отношение убитые руководители. По предположению журналистов «Известий», недвижимость реализовывалась не по законным процедурам и рыночным ценам, а через криминальные сделки данных руководителей с организованными преступными группами, которые их ликвидировали как соучастников-свидетелей.
Так, 12 января 2003 года был найден повешенным в собственном кабинете (по другим сведениям, на собственной даче) Александр Порецкий, первый заместитель генерального директора Обуховского завода, входящего в состав концерна «Алмаз-Антей». Следствие официально признало его смерть самоубийством. По утверждению московского журналиста Александра Хинштейна, Порецкий, у которого c давних пор была парализована правая рука, физически не мог самостоятельно завязать на веревочной петле множественные узлы так, как это было сделано.
6 июня 2003 года в Москве был застрелен Игорь Климов, исполнявший обязанности генерального директора концерна.
В тот же день, 6 июня 2003 года, спустя 14 часов в подмосковном Серпухове было совершено убийство Сергея Щетко, коммерческого директора предприятия ОАО «РАТЕП», входящего в концерн «Алмаз-Антей».
30 июля 2009 года был убит начальник отдела недвижимости управления маркетинга концерна ПВО «Алмаз-Антей» Андрей Барабенков.